# Lee Kang-sheng
Dans ce nom chinois, le nom de famille, Lee, précède le nom personnel.
Lee Kang-sheng est un acteur et réalisateur taïwanais. Né à Taipei le 21 octobre 1968, il est l'acteur fétiche de Tsai Ming-liang et a joué dans tout ses longs métrages, où son personnage s'appelle souvent Hsiao-kang.

## Filmographie

### Acteur

#### Télévision
- 1989 : All the Corners of the World (téléfilm) de Tsai Ming-liang:  Ah-tong
- 1991 : Boys (Xiao hai) (téléfilm) de Tsai Ming-liang : le jeune héros
- 2022 : Twisted Strings (série télévisée) : Tang Niansheng / Zhong Ri-yong

#### Cinéma
- 1992 : Les Rebelles du dieu néon de Tsai Ming-liang : Hsiao-kang
- 1994 : Vive l'amour de Tsai Ming-liang : Hsiao-kang
- 1996 : A Drifting Life (Chun hua meng lu) de Lin Cheng-sheng : Lin Kuen-Cheng
- 1997 : Sweet Degeneration (Fang lang) de Lin Cheng-sheng : Chun-sheng
- 1997 : La Rivière de Tsai Ming-liang : Hsiao-kang
- 1998 : The Hole de Tsai Ming-liang : l'homme au-dessus
- 1999 : Ordinary Heroes de Ann Hui : Tung
- 2000 : Sunny Doll (Qing tian wa wa) de Chen Chang-lun
- 2001 : Et là-bas, quelle heure est-il ? de Tsai Ming-liang : Hsiao-kang
- 2002 : A Way We Go (Zi you men shen) de Toon Wang : Ah Hui
- 2002 : Le Pont n'est plus là (court métrage) de Tsai Ming-liang : Hsiao-kang
- 2003 : Goodbye, Dragon Inn de Tsai Ming-liang : Hsiao-kang, le projectionniste
- 2003 : The Missing (Bu Jian) de lui-même
- 2005 : La Saveur de la pastèque de Tsai Ming-liang : Hsia-kang
- 2006 : I Don't Want to Sleep Alone de Tsai Ming-liang : Hsiao-kang
- 2007 : Help Me Eros (Bangbang wo aishen) de lui-même : Ah Jie
- 2009 : Visage de Tsai Ming-liang : Hsiao-kang, le réalisateur
- 2012 : Walker (court métrage) de Tsai Ming-liang
- 2012 : No Form (court métrage) de Tsai Ming-liang
- 2012 : Sleepwalk (Meng You) (court métrage) de Tsai Ming-liang
- 2012 : Diamond Sutra (Jingang Jing) (court métrage) de Tsai Ming-liang
- 2013 : Letters from the Youth, segment Walking On Water de Tsai Ming-liang
- 2013 : Les Chiens errants (Jiao you) de Tsai Ming-liang : le père
- 2014 : Le Voyage en Occident (Xi You) de Tsai Ming-liang : le moine
- 2015 : Sashimi de Pan Chih-yuan : Chen-ming
- 2015 : No No Sleep At Montue (Wu Wu mian) (court métrage) de Tsai Ming-liang
- 2015 : Xiao Kang (court métrage) de Tsai Ming-liang : Xiao Kang
- 2016 : The Tenants Downstairs (Lou xiao de fang ke) d'Adam Tsuei : Guo Li
- 2016 : Single Belief (court métrage) de lui-même : lui-même
- 2017 : The Deserted : VR (moyen métrage) de Tsai Ming-liang
- 2020 : Days de Tsai Ming-liang : Kang
- 2020 : The Rope Curse 2 de Liao Shih-han : Huo-ge
- 2020 : Abyssal Spider de Joe Chien
- 2020 : Come and Go de Lim Kah-wai
- 2021 : Hotel Iris de Hiroshi Okuhara : le batelier
- 2021 : Absence (Xue yun) (court métrage) de Wu Lang :  l'homme
- 2021 : Grit (Eyu) de Chen Ta-pu : Chef Liu
- 2022 : Fantasy World (Tong hua shi jie) de Freddy Tang : Tang Shicheng
- 2022 : The Wind Will Say de Renai Wei Yongyao : Chen
- 2022 : Autumn Days (court métrage) de Tsai Ming-liang
- 2022 : Lost In the Forest (Shan jhong sen lin) de Johnny Chiang : Sheng
- 2022 : Everything Is Unknown (Yi wai ren sheng) de Peter Zuo : Hua Qi
- 2023 : Absence (Xue yun) de Wu Lang : Jiangyu Han
- 2024 : Blue Sun Palace de Constance Tsang : Cheung

### Réalisateur
- 2003 : The Missing (Bu Jian), avec Lu Yi-ching, Chang Chieh, Tien Miao, Chen Shiang-chyi et lui-même
- 2004 : My Stinking Kid (Wo de chou xiaohai) (téléfilm) coréalisé avec Tsai Ming-liang, avec Lu Yi-ching
- 2007 : Help Me Eros (Bangbang wo aishen), avec lui-même, Liao Hui-jen, Dennis Nieh, Ivy Yin
- 2009 : Taipei 24H, segment Remembrance, avec Tsai Ming-liang et Lu Yi-ching
- 2016 : Single Belief (court métrage), avec lui-même

## Distinctions

### Récompenses
- Festival des trois continents de Nantes 1994 : Prix d'interprétation masculine pour Vive l'amour
- Festival de Pusan 2003 : Prix Nouveaux Courants pour The Missing (Bu Jian)
- Festival de Rotterdam 2004 : Tigre d'or, Prix Netpac, Prix KNF pour The Missing (Bu Jian)
- Festival d'Athènes 2004 : Prix de la ville d'Athènes pour The Missing (Bu Jian)
- Festival des trois continents de Nantes 2005 : Mention spéciale pour sa performance dans La Saveur de la pastèque
- Festival de Sitges 2005 : Prix d'interprétation masculine pour La Saveur de la pastèque
- Festival de Gijon 2007 : Grand Prix Asturias pour Help Me Eros (Bangbang wo aishen)
- Golden Horse Awards 2013 : Meilleur acteur pour Les Chiens errants
- Asia-Pacific Film Festival 2013 : Meilleur acteur pour Les Chiens errants
- Festival de Taipei 2014 : Prix d'interprétation masculine pour Les Chiens errants

### Nominations
- Golden Horse Awards 1994 : meilleur acteur pour Vive l'amour
- Festival de Chicago 2004 : en compétition pour le Hugo d'or pour The Missing (Bu Jian)
- Mostra de Venise 2007 : en compétition pour le Lion d'or et pour le Queer Lion Award pour Help Me Eros (Bangbang wo aishen)
- Asian Film Awards 2014 : meilleur acteur pour Les Chiens errants